# Neurolyga barsovi
Neurolyga barsovi är en tvåvingeart som först beskrevs av Berest 1991.  Neurolyga barsovi ingår i släktet Neurolyga och familjen gallmyggor.
Artens utbredningsområde är Ukraina. Inga underarter finns listade i Catalogue of Life.